# Mott the Hoople

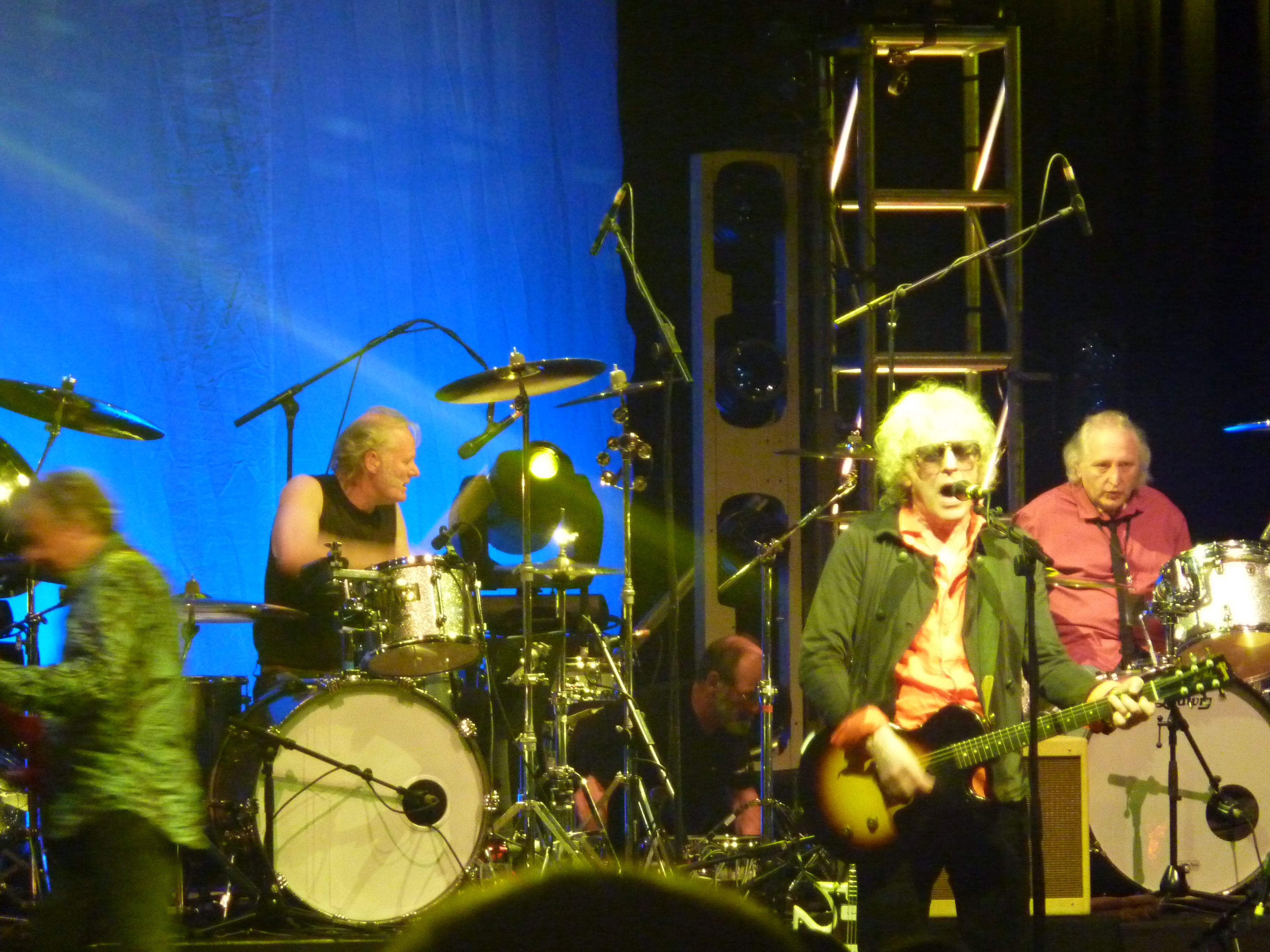
Mott the Hoople 2009.

Mott the Hoople är ett brittiskt rockband bildat i slutet av 1960-talet i Hereford, England. De fick sin största hit med "All the Young Dudes" 1972, vilken skrevs av David Bowie som en gåva till bandet. Även om gruppen sålde många skivor och hade en del hits hamnade de ändå lite i skymundan av de största glamrockartisterna.

## Gruppen
1968 bildades gruppen Silence av Mick Ralphs (sologitarr, sång), Verden Allen (orgel), Pete "Overend" Watts (basgitarr) och Dale "Buffin" Griffin (trummor). Våren 1969 anställde man sångaren Stan Tippens och skrev sedan skivkontrakt. De började sedan spela in sin musik i London. Deras producent bytte namn på gruppen till Mott the Hoople, ett namn taget från en roman av Willard Manus. Tippens ansågs inte räcka till som sångare utan anställdes som road manager istället. Efter en utannonserad audition (dit inte många kom...) togs Ian Hunter in som sångare och pianist. Gruppens två första album sålde dåligt, trots att de uppmärksammats i media. De prövade också på country med albumet Wildlife, men lyckades inte få till det där heller.
Det fjärde albumet blev inte heller det någon succé och man hade tänkt lägga ner gruppen då David Bowie dök upp och övertygade dem om att fortsätta. Han producerade gruppens nästa album och de fick sin första hit med "All the Young Dudes" 1972. Organisten Allen lämnade sedan gruppen. Albumet Mott blev även det en hit och man hade singelframgångar med låtarna "All the Way from Memphis" och "Roll Away the Stone" (den sistnämnda blev en stor hit i Sverige). Mick Ralphs lämnade gruppen 1973 för att bilda bluesrockgruppen Bad Company. Ralphs ersattes av Luther Grosvenor, tidigare medlem i Spooky Tooth. Av kontraktsmässiga skäl uppträdde Grosvenor under pseudonymen Ariel Bender. Morgan Fisher blev ny keyboardist. Denna uppsättning av bandet gjorde albumet The Hoople. Bender ersattes av Mick Ronson 1974. Ronsons deltagande i bandet blev dock mycket kort och en tid senare splittrades Mott the Hoople när Ian Hunter och Mick Ronson lämnade bandet för att bilda en duo, the Hunter-Ronson band.
De kvarvarande medlemmarna rekryterade ny sångare och gitarrist och fortsatte under gruppnamnet Mott och gav ut två förbisedda album. Därefter bytte de namn igen till British Lions och upplöstes 1978-1979.
År 2009 firade Mott The Hoople att det var 40 år sedan de bildades och den 16 januari 2009 kunde man läsa på Ian Hunters officiella hemsida att gruppen återbildas med originalsättningen (Ian Hunter, Mick Ralphs, Overend Watts, Dale Griffin och Verden Allen) för två spelningar på HMV Hammersmith Apollo i London den 2 och 3 oktober 2009. På grund av det stora intresset för dessa två konserter blev först en extra konsert inbokad den 1 oktober, men det räckte inte för att släcka intresset för denna återförening, utan antalet konserter utökades med ytterligare två, den 5 och 6 oktober. I november spelade gruppen även i Glasgow.
År 2013 hade gruppen återigen konserter, bland annat den 18 november i O2-arenan i London.

## Kuriosa
Låten "Balladen om 70-talets största rockband" med Magnus Uggla handlar om en Mott the Hoople-konsert på Kåren i Stockholm 1971. Mott the Hoople nämns också jämte Marc Bolan och David Bowie i Magnus Ugglas låt "Ge livet en chans":
"Vi föddes av Bowie, Mott o Bolan, i deras tecken följde vi skolan...".
Båda dessa Uggla-låtar finns på hans album Va ska man ta livet av sig för när man ändå inte får höra snacket efteråt från 1977.

## Medlemmar

### Klassisk besättning
- Pete Overend Watts – basgitarr, sång, gitarr (1969–1980, 2009, 2013; död 2017)
- Dale "Buffin" Griffin – trummor, bakgrundssång, percussion (1969–1980, 2009; död 2016)
- Ian Hunter – sång, gitarr, piano, basgitarr (1969–1974, 2009, 2013, 2018, 2019)
- Mick Ralphs – gitarr, sång, keyboard (1969–1973, 2009, 2013; död 2025)
- Verden Allen – orgel, sång (1969–1972, 2009, 2013)

### Senare medlemmar
- Morgan Fisher – keyboard, bakgrundssång (1973–1980, 2018, 2019)
- Ariel Bender – gitarr, bakgrundssång (1973–1974, 2018, 2019)
- Mick Ronson – gitarr, bakgrundssång (1974; död 1993)
- Ray Major – gitarr, bakgrundssång (1974–1980)
- Nigel Benjamin – sång, gitarr (1974–1976)
- Steve Hyams – sång, gitarr (1976; död 2013)
- John Fiddler – sång, gitarr (1976–1980)

### Turnerande medlemmar
- Mick Bolton – orgel (1973)
- Blue Weaver – orgel (1973)
- Martin Chambers – trummor, bakgrundssång, percussion (2009, 2013)
- James Mastro – gitarr (2018, 2019)
- Mark Bosch – gitarr (2018, 2019)
- Dennis DiBrizzi – keyboard (2018, 2019)
- Paul Page – basgitarr (2018, 2019)
- Steve Holley – trummor (2018, 2019)

## Diskografi
Mott the Hoople album
- Mott the Hoople (1969)
- Mad Shadows (1970)
- Wildlife (1971)
- Brain Capers (1971)
- All the Young Dudes (1972)
- Mott (1973)
- The Hoople (1974)
- Mott the Hoople Live (1974) (live)

Mott album
- Drive On (1975)
- Shouting and Pointing (1976)